# Lelio Catelli
Lelio Catelli (Lucca, 2 marzo 1925 – 2009) è stato un calciatore italiano, di ruolo centrocampista.

## Carriera
Giocò in Serie A ed in Serie B con la Lucchese.
Morì nel 2009.

## Palmarès

### Club

#### Competizioni nazionali
- Serie B: 1

Lucchese: 1946-1947